# 克里斯蒂安尼亞自由城
克里斯蒂安尼亚自由城（丹麥語：Fristaden Christiania）是丹麥哥本哈根一處自行宣佈自治的小區域，實行公社制度。自由城目前设有自治委員會，约有900名居民，其中大多為嬉皮士、自由藝術家、草根運動人士、搖滾樂手等自由色彩強烈的居民。與哥本哈根的大都會景觀不同，自由城內更接近鄉村，建築物也都被藝術家們彩繪成濃烈的波西米亞風。
克里斯蒂安尼亚是後嬉皮時代最著名的運動之一，創立於1971年9月26日，擁有自己的貨幣系統、郵局、衛生所、學校，也不受丹麥禁止室內吸菸與大麻禁令影響。但長期以來與丹麥政府關係緊張，包括土地問題、免稅以及毒品充斥，2011年初自由城與丹麥政府間的訴訟被法院宣告敗訴，但後來經過多次協商，丹麥政府同意自由城買下土地（7620萬丹麥克朗），目前為止雖然雙方統治權仍有爭議，但克里斯蒂安尼亚至少仍保有原來的自治。
克里斯蒂安尼亚不承認其為歐盟領土，因此出口的標語為「你將進入歐盟區」。

## 經濟
推手街(pusher street)
以販賣大麻聞名；雖然販賣大麻在丹麥並不合法，但推手街存留仍有許多爭議，包括支持者認為在這裡集中販賣大麻可減少消費者前往其他更危險販賣管道，若封鎖推手街恐造成地下化交易而衍生更多治安問題，再者許多觀光客前往哥本哈根旅遊的主要原因之一就是想在推手街體驗大麻；儘管當地警察多次試圖阻止，但推手街仍繼續蓬勃發展，直到2016年當地居民親自拆除推手街的攤販(估計減少75%銷售量)。
2016槍擊案
2016 年 8 月 31 日，一名被警方認為攜帶大麻銷售收益的男子在被攔截後槍殺了兩名警察和一名平民。(上一次丹麥警察值勤中被殺害是在 1995 年)

## 外部連結
- 哥本哈根嬉皮區 （页面存档备份，存于）
- 丹麥自由城 （页面存档备份，存于）